# GURPS Cyberpunk
GURPS Cyberpunk é  é um suplemento para o sistema de RPG chamado GURPS, escrito por Loyd Blankenship e publicado pela editora estadunidense Steve Jackson Games em 1990,  Foi traduzido e publicado no Brasil pela Devir Livraria.
O livro apresenta ao leitor e jogador de GURPS um cenário de jogo cyberpunk, no melhor estilo das novelas escritas por William Gibson, inspiradas pelas visões de Bruce Sterling, Rudy Rucker, Neil Stephenson e outros, Cyberpunk é a fusão da ficção científica e do estilo "noir".
Neste cenário de alta tecnologia, de vidas breves, a tecnologia é meramente um outro instrumento do poder, pronta para corromper seus usuários. Mas aqueles sem tecnologia não tem chance alguma. Será uma vitória se você sobreviver, mas ao preço da sua liberdade quiçá de sua humanidade.
De corporações implacáveis a assassinos ciborgues nas ruas sombrias, este cenário tem tudo isso. Possui uma lista de novas vantagens e desvantagens, regras para netrunning, e para mestrar uma campanha no estilo cyberpunk adequando a sua própria visão de futuro. Conta ainda com relação de armas e equipamentos futurísticos e cibernéticos para equipar os personagens.
Em 1990, em uma inusual união entre a realidade e a ficção do cyberpunk, o FBI chegou às instalações de Steve Jackson Games e confiscaram todos seus PCs baixo a Operaçao Sundevil, que foi um massivo golpe aos hackers e crackers de PC. Isto se deveu a que– supostamente – o livro de GURPS Cyberpunk poderia ser usado para preparar crimes virtuais.